# Laccophilus morondavensis
Laccophilus morondavensis är en skalbaggsart som beskrevs av Guignot 1957. Laccophilus morondavensis ingår i släktet Laccophilus och familjen dykare. Inga underarter finns listade i Catalogue of Life.